# أدريان غور
أدريان غور (بالإنجليزية: Adrian Gore)‏ هو شخصية أعمال جنوب أفريقي، ولد في 16 مايو 1964.